# Chelavara, Madikeri
Chelavara là một làng thuộc tehsil Madikeri, huyện Kodagu, bang Karnataka, Ấn Độ.